# アニス・ベン・スリマン
アニス・ベン・スリマン（Anis Ben Slimane、2001年3月16日 - ）は、デンマーク・コペンハーゲン出身のサッカー選手。ノリッジ・シティFC所属。チュニジア代表。ポジションはMF、FW。

## 経歴

### クラブ
2015年、ABコペンハーゲンの下部組織に入団し、2018年4月7日、デンマーク・カップのIFリーセン戦にてトップチームデビューを果たした。
2019年6月19日、ブレンビーIFのU-19に移籍した。翌年1月、ポルトガルで行われたトップチームのプレシーズンに帯同すると、同年2月16日、デンマーク・スーペルリーガのオーデンセBKとの試合にて先発出場でブレンビーにおけるトップチームデビューを飾った。2021年5月24日、勝利すればクラブにとって16年ぶりとなるリーグ優勝がかかった試合にて、FCノアシェランと対戦し、チームの2点目を挙げて2-0での勝利に貢献した。

### 代表
2019年からデンマークの世代別代表を経験していたが、同年にチュニジアへのナショナルチームの変更を行った。
2020年10月9日、スーダン代表との親善試合でチュニジア代表での初キャップを記録すると、この試合で代表初ゴールも挙げた。

## 代表歴

### 出場大会
- チュニジア代表
  - 2022 FIFAワールドカップ

### 試合数
- 国際Aマッチ 29試合 4得点（2020年-）[8]

| チュニジア代表 | 国際Aマッチ | 国際Aマッチ |
| 年             | 出場        | 得点        |
| -------------- | ----------- | ----------- |
| 2020           | 4           | 1           |
| 2021           | 10          | 3           |
| 2022           | 12          | 0           |
| 2023           | 3           | 0           |
| 2024           |             |             |
| 通算           | 29          | 4           |

## タイトル

### クラブ
ブレンビー
- デンマーク・スーペルリーガ: 2020-21